# Lučšije pesni v soprovoždeniji simfoničeskogo orkestra
Lučšije pesni v soprovoždeniji simfoničeskogo orkestra (rus. Лучшие песни в сопровождении симфонического оркестра, hrv. Najbolje pjesme u pratnji simfonijskog orkestra) je koncertni album ruskog glazbenika Nikolaja Noskova, objavljen 2001. godine. Na albumu se nalazi 16 skladbi, među kojima se nalaze i pjesme s njegovog prethodno objavljenog studijskog albuma Dišu tišinoj. Koncert se održao u palači na moskovskom Kremlju.

## Popis pjesama
1. Dišu tišinoj (Дышу тишиной) – 4:58
2. Zimnjaa noć (Зимняя ночь) – 4:01
3. Oćarovana, okoldovana (Очарована, околдована) – 5:49
4. Ispoved' (Исповедь) – 3:50
5. Uznat' tebja (Узнать тебя) – 5:25
6. Daj mne šans (Дай мне шанс) – 5:19
7. Na Rusi (На Руси) 5:03
8. Dobroj noći (Доброй ночи) – 5:16
9. Sneg (Снег) – 5:31
10. Romans (Романс) – 4:56
11. Eto zdorovo (Это здорово) – 4:54
12. V raj (В рай) – 4:03
13. Ja tebja prošu (Я тебя прошу) – 3:59
14. Belaja noć (Белая ночь) – 4:38
15. Paranoja (Паранойя) – 5:20
16. Ja tebja ljublju (Я тебя люблю) – 6:46